# Dhrupad (film)
Pour plus de détails, voir Fiche technique et Distribution.
Dhrupad est un film documentaire indien réalisé par Mani Kaul, sorti en 1983. C'est un documentaire consacré au Dhrupad qui est un style de musique indienne.

## Fiche technique
- Titre français : Dhrupad
- Réalisation : Mani Kaul
- Pays d'origine : Inde
- Format : Couleurs - 35 mm - Mono
- Genre : documentaire
- Durée : 72 minutes
- Date de sortie : 1983

## Distribution
- Fariduddin Dagar : vocaliste
- Zia Mohiuddin Dagar : joueur de Rudra veena